# Тудулинна (волость)
Ту́дули́нна (эст. Tudulinna vald) — бывшая волость в Эстонии на востоке страны в составе уезда Ида-Вирумаа.

## Общие сведения
На территории волости находился посёлок Тудулинна, являвшийся административным центром волости, и 9 деревень: Келлассааре, Леммаку, Оонурме, Перессааре, Пикати, Раннапунгерья, Роостоя, Сахаргу и Тагайыэ.
68 % территории волости занимали леса, 20 % занимали верховые болота и реки, в том числе — болотный массив Мурака, входящий в природоохранную зону.

## Достропримечательности
Из достопримечательностей на территории волости были расположены:
- Тудулиннаская гидроэлектростанция
- Каменное захоронение Оонурме
- Захоронения деревни Леммаку
- Конная почтовая станция Раннапунгерья
- Подземное кладбище Раннапунгерья